# Absolute Summer Hits
Absolute Summer Hits, kompilation i serien Absolute Summer blev udgivet d. 14. juni 2011. Albummet er en dobbelt-cd bestående af en cd med nye hitsange og en cd med sommerklassikere.

## Spor

### CD1 Nye sommerhits
1. Adele – "Rolling In The Deep"
2. Bruno Mars – "Grenade"
3. Medina – "Gutter"
4. Eric Amarillo – "Om sanningen ska fram"
5. Rosa Lux feat. Alberte & Josefine Winding – "Min Klub Først"
6. L.O.C. – "Ung For Evigt"
7. Cee Lo Green – "Bright Lights Big City"
8. Ankerstjerne & Burhan G – "Tag Hvad Du Vil"
9. Clara Sofie & Rune RK – "Lever For En Anden"
10. Xander – "Os To Og Mine Lagner"
11. Vinnie Who – "Killer Bee"
12. Robyn – "Call Your Girlfriend"
13. Rasmus Walter – "Dybt Vand"
14. Swedish House Mafia – "Save The World"
15. Wiz Khalifa – "Black & Yellow"
16. Miami Horror – "Sometimes"
17. When Saints Go Machine – "Kelly"
18. Johnny Hefty & Jøden – "Gamle Dreng"
19. James Blunt – "Stay The Night"
20. Agnes Obel – "Riverside"

### CD2 Klassiske sommerhits
1. Det Brune Punktum – "Vi Skal Ud I Det Blå"
2. Joe Cocker – "Summer In The City"
3. Fleetwood Mac – "Everywhere"
4. Zididada – "Walking On Water"
5. The B-52's – "Love Shack"
6. Laid Back – "Sunshine Reggae"
7. Nik & Jay – "Hot!"
8. Bananarama – "Cruel Summer"
9. Peter Frödin & Jimmy Jørgensen – "Vent på mig"
10. Inner Circle – "Sweat (A La La La Long)"
11. Chris Rea – "On the Beach"
12. Crowded House – "Weather With You"
13. Phil Collins – "Sussuido"
14. Katrina and the Waves – "Walking On Sunshine"
15. Chicago – "Stay The Night"
16. David Lee Roth – "California Girls"
17. Tv-2 – "S.O.M.M.E.R."
18. The Beach Boys – "Kokomo"
19. Sticks 'N' Fire – "Stop That Train"
20. C.V. Jørgensen – "Sæsonen Er Slut"